# أسامة مقدسي
أسامة مقدسي (19 أكتوبر 1968- ) هو مؤرخ فلسطيني أمريكي، متخصص في تاريخ الشرق الأوسط الحديث. كما شغل منصب أستاذ التاريخ ورئيس كرسي المستشار في جامعة كاليفورنيا بيركلي. تركز أبحاث مقدسي على التاريخ الثقافي والسياسي للشرق الأوسط، مع التركيز على الهوية والطائفية والقومية والحداثة.في عام 2018، حصل على جائزة برلين.
ينتمي مقدسي إلى عائلة أكاديمية مرموقة، عمه إدوارد سعيد، وأمه جين سعيد مقدسي، وأخوه ساري مقدسي.

## سيرته
وُلِد أسامة مقدسي عام 1968 في واشنطن العاصمة، وحصل على درجة البكالوريوس في الآداب من جامعة ويسليان، وحصل على درجة الدكتوراه في التاريخ من جامعة برينستون. شغل مقدسي منصب رئيس مؤسسة التعليم العربية الأمريكية للدراسات العربية في جامعة رايس في هيوستن، تكساس. كما عمل أستاذًا زائرًا في الجامعة الأمريكية في بيروت وكلية الدراسات الشرقية والأفريقية في لندن.
من عام 2012 إلى عام 2013، كان زميلًا مقيمًا في معهد برلين للدراسات المتقدمة.

## مؤلفاته
- عصر التعايش: الإطار المسكوني وتكوين العالم العربي الحديث (مطبعة جامعة كاليفورنيا، 2019)
- الإيمان في غير محله: الوعد المكسور في العلاقات الأمريكية العربية، 1820-2001 (الشؤون العامة، 2010)
- مدفعية السماء: المبشرون الأمريكيون وفشل التحول الديني في الشرق الأوسط (منشورات جامعة كورنيل، 2008)
- ثقافة الطائفية: المجتمع والتاريخ والعنف في لبنان العثماني في القرن التاسع عشر (مطبعة جامعة كاليفورنيا، 2000)
- محرر مشارك في كتاب "الذاكرة والعنف في الشرق الأوسط وشمال أفريقيا" (منشورات جامعة إنديانا، 2006)